# Дача Салтыковой
Дача Салтыко́вой (дача Салтыко́вых) — здание в Приморском районе Санкт-Петербурга (ул. Академика Крылова, 4), вблизи станции метро «Чёрная речка». Памятник архитектуры, один из немногих сохранившихся в Санкт-Петербурге образцов загородной постройки середины XIX века. Здание особняка и его служебные корпуса (по адресу ул. Савушкина, д. 4, 6, 8 и 10) — последние сохранившиеся до начала XXI века строения из архитектурного ансамбля Строгановской дачи. Вокруг здания располагается парк.

## История здания и парка
С середины XVIII века территории между Большой Невкой и Чёрной речкой принадлежали баронам-графам Строгановым, и там располагалась усадьба с парком («Строгановская дача»). В 1827 году, в связи с переносом наплавного Строгановского моста и строительством дороги, ведущей от него на север (ныне улица Академика Крылова), Строгановский парк разделился на две части. Отделённая дорогой западная часть сада — бывшая «Мандорова мыза» — стала собственностью дочерей графа П. А. Строганова — Аглаиды и Елизаветы (в замужестве Голицыной и Салтыковой).
Участок у Большой Невки был выделен графом дочери А. П. Голицыной (1799—1882) — здесь была построена деревянная дача, которая не сохранилась. Участок, примыкающий к Чёрной речке, достался другой дочери — Е. П. Салтыковой (1802—1863), вышедшей в 1827 году замуж за ротмистра лейб-гвардии гусарского полка князя И. Д. Салтыкова (1796—1832). В 1837 году тут началось строительство каменной дачи. Автором проекта и её строителем был фамильный зодчий П. С. Садовников, использовавший излюбленный им ложноготический стиль. К 1840 году Садовников завершил кирпичную кладку дома и сооружение ворот. Затем работы были поручены Г. Э. Боссе. Он значительно изменил первоначальный проект. Интерьеры здания были переделаны «в стиле Людовика XV». Сметная стоимость строительства возросла почти в два раза; оно было завершено к началу 1847 года.
После 1917 года в здании расположилась больница, в 1930-е годы здесь недолго была школа, с 1946 года — профилакторий. При строительстве станции метро «Чёрная речка» в 1979—1980 годах здание использовали как прорабскую. Затем в течение 11 лет оно пустовало, горело, было разграблено.

### Вилла Родэ
В 1908 году в южной части парка, на месте, где ранее находилась дача Голицыной, в павильоне «Кристалл» был открыт загородный ресторан «Вилла Родэ». Здесь располагался большой летний театр и летняя веранда-ресторан со сценой, где выступали известные артисты (Н. В. Дулькевич, А. И. Мозжухин и др.). Этому ресторану посвящено несколько строк известного стихотворения А. А. Блока («Я послал тебе чёрную розу в бокале…»). В ресторане любил бывать Григорий Распутин.
После Февральской революции 1917 года ресторан был закрыт, в одном из его помещений с апреля 1917 располагался рабочий клуб «Искра», на открытии которого выступал В. И. Ленин. В 1920-х годах в здании бывшего ресторана помещался кинотеатр «Факел», с конца 1920-х годов — клуб завода № 23 «Искра». В 1954 здание «Виллы Родэ» сгорело, на его месте был сооружен заводской стадион, позднее часть территории была передана больнице им. Я. М. Свердлова.

## Современное состояние здания
В 1991 году компания «Бурда моден Петербург», победив в конкурсе, получила аварийную дачу в аренду. Реконструкция здания, проведённая полностью на средства фирмы, заняла 5 лет. В 2007 году здание было приобретено компанией в собственность. Длительное время в особняке располагалось представительство «Бурда моден Петербург». По состоянию на 2017 г. особняк занимают магазины.
Указом Президента РФ от 20 февраля 1995 года здание дачи Салтыковой, а также служебные корпуса (ул. Савушкина, д. 8 и 10) включены в «Перечень объектов исторического и культурного наследия федерального значения».

## В кино
- В 1979 году вблизи и в самой даче Салтыковой снималась «Кровавая надпись» — эпизод фильма Игоря Масленникова «Шерлок Холмс и доктор Ватсон»[5].

## Галерея

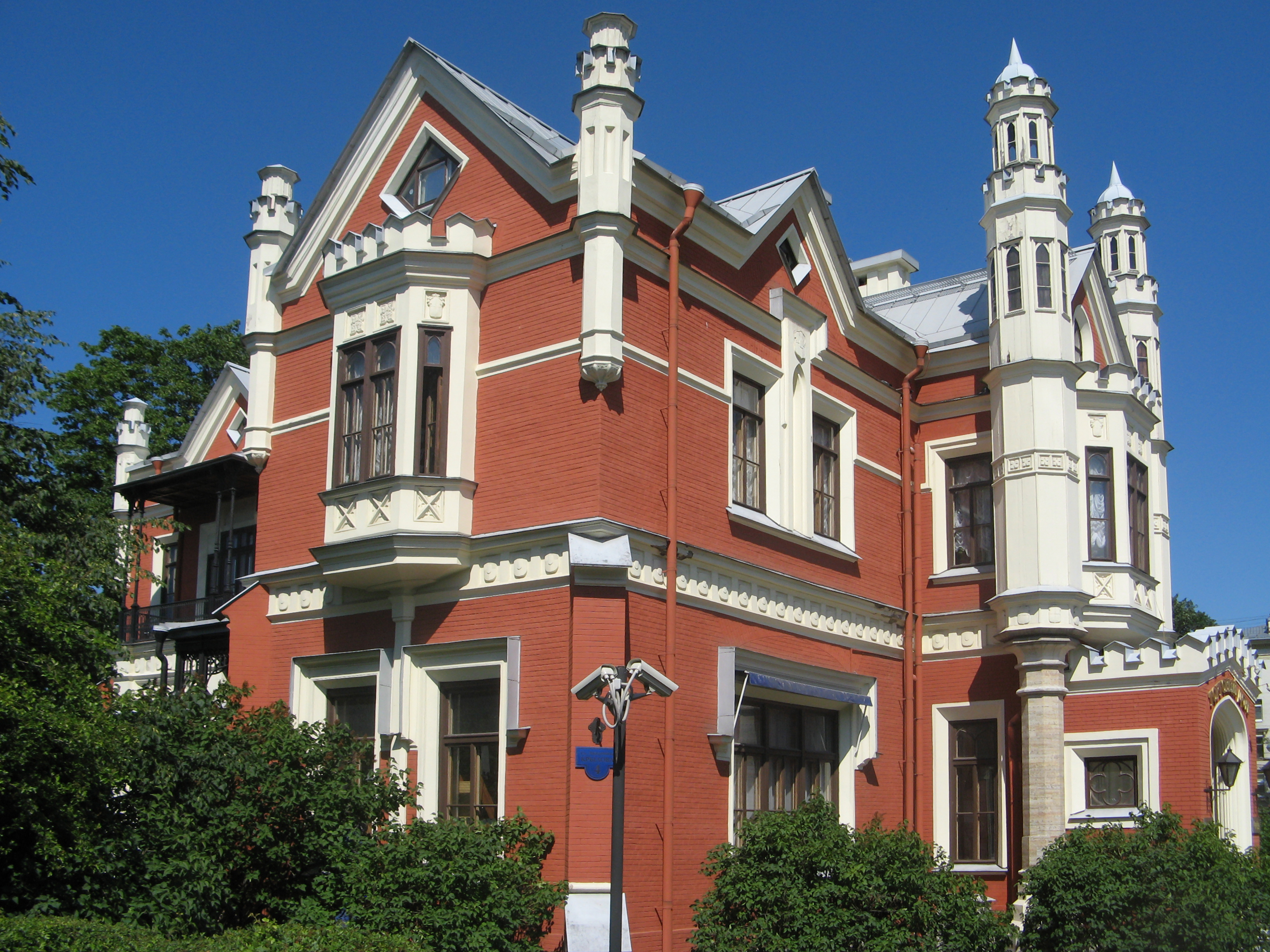
Ближний вид
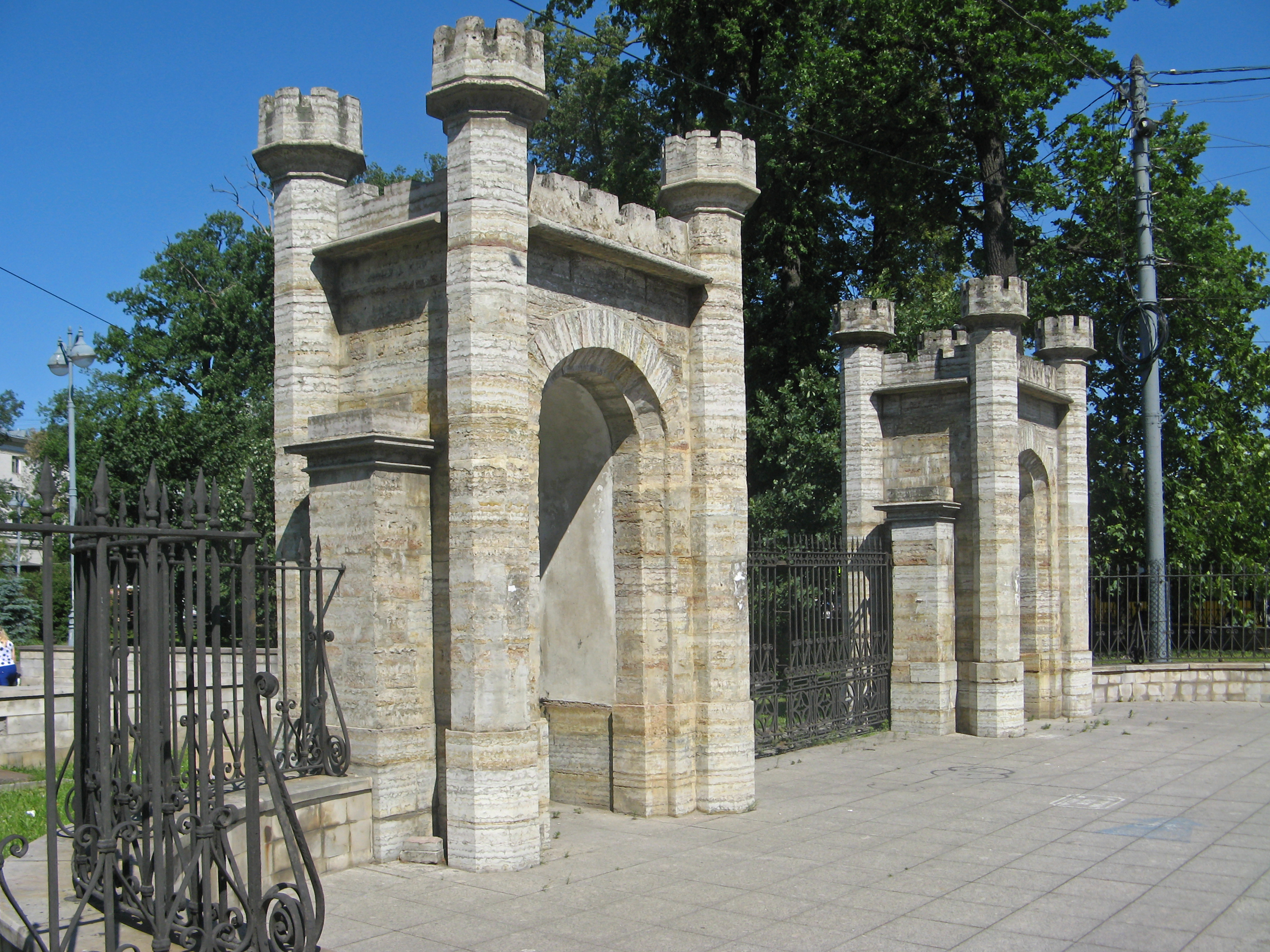
Ворота
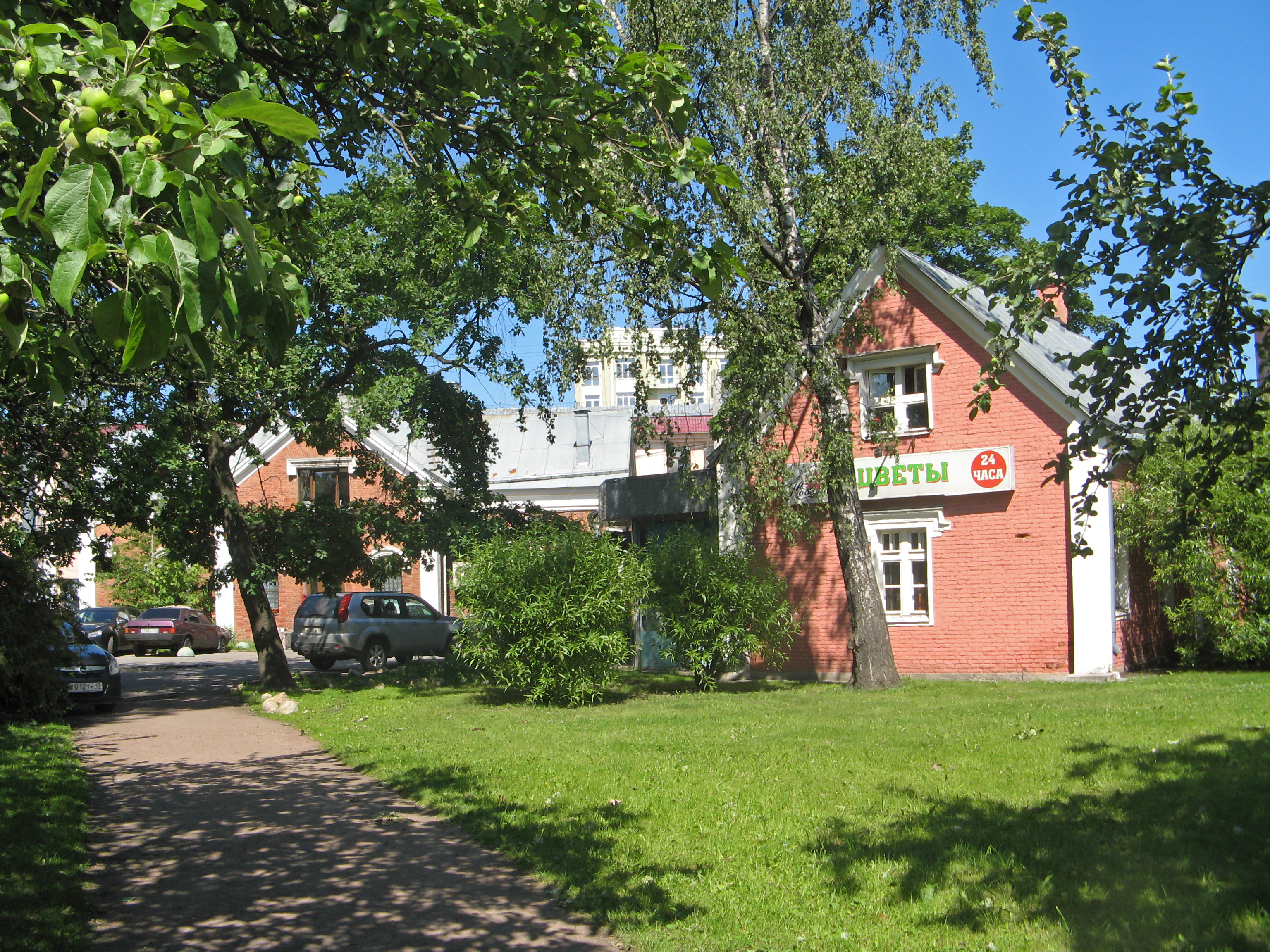
Служебные корпуса
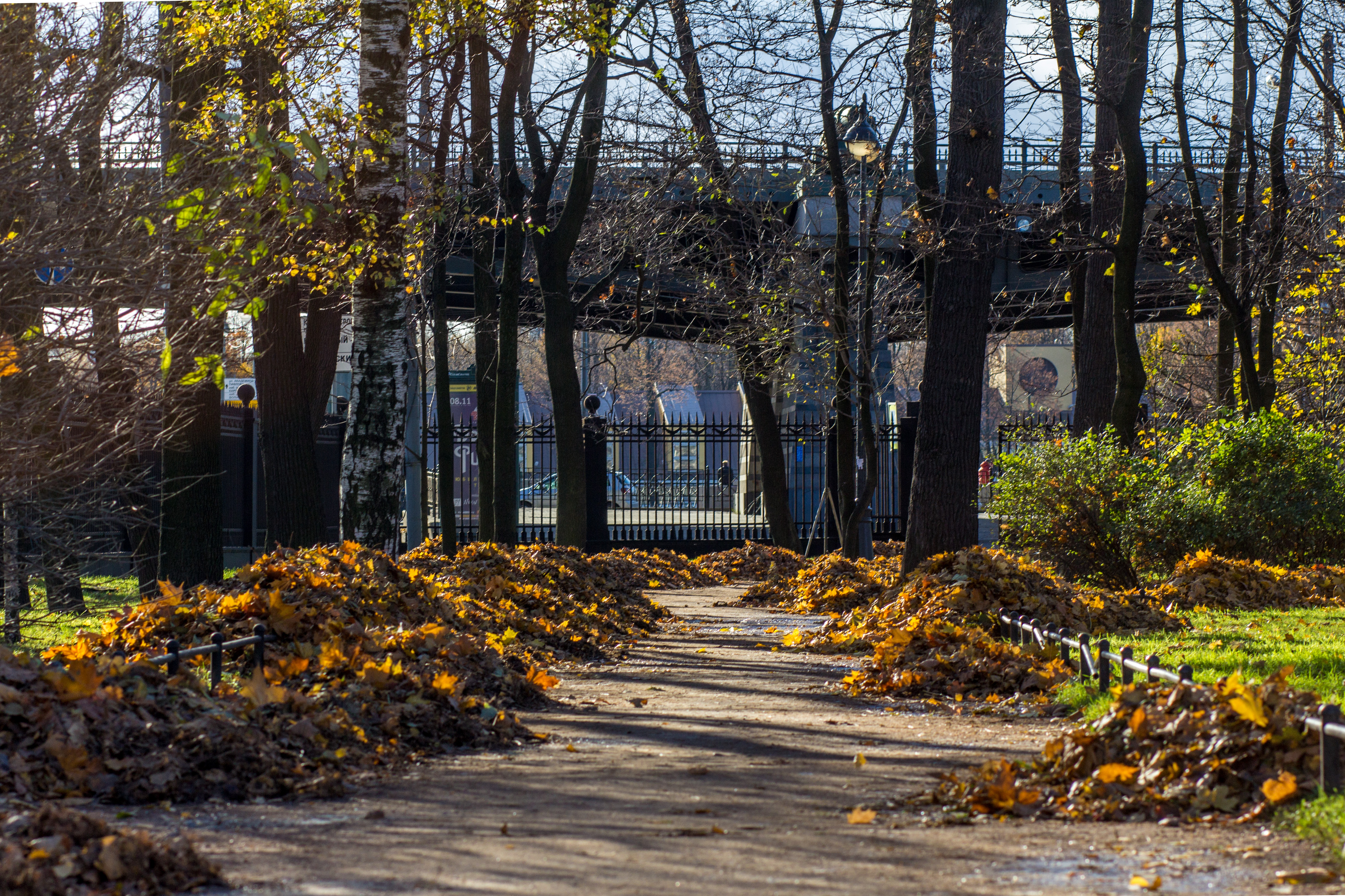
Парк